# Edifício Heliantia

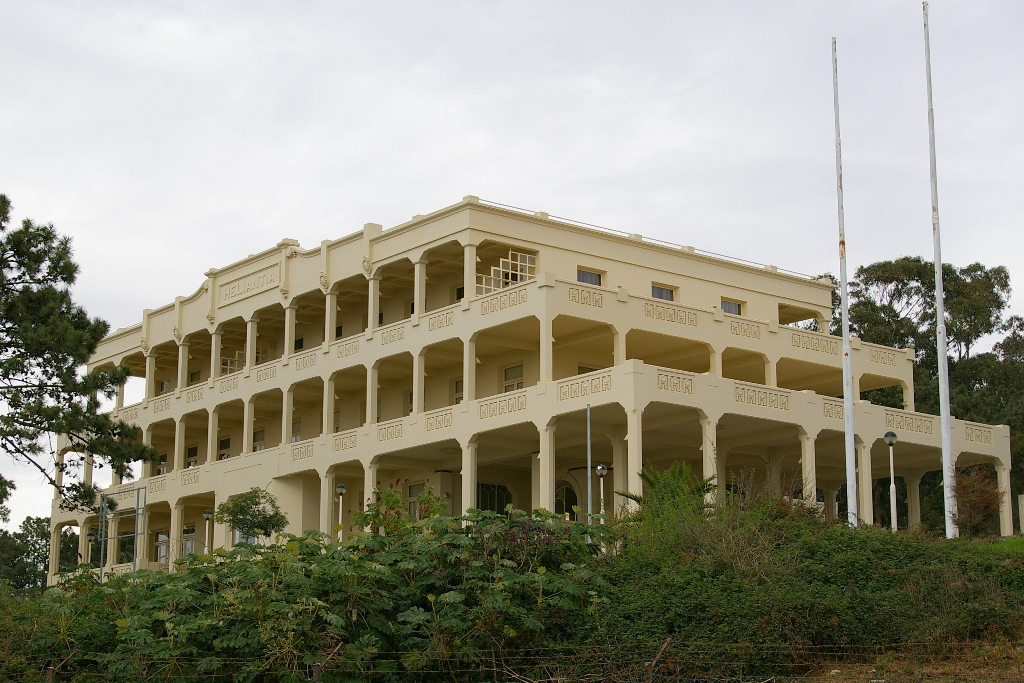
Edifício Heliântia

O Edifício Heliântia, também referido no passado como Sanatório e Clínica Heliântia, Clínica Dr. Ferreira Alves, localiza-se em Valadares, na atual freguesia de Gulpilhares e Valadares, na cidade e no Município de Vila Nova de Gaia, Distrito do Porto, em Portugal.
Constituindo obra de referência da arquitectura modernista no país, está classificado como Imóvel de Interesse Público desde 2013.

## História
Mandado construir pelo Dr. Joaquim Gomes Ferreira Alves, esta edificação magnífica foi projectada pelo Arquitecto Francisco de Oliveira Ferreira. Antes do início do projeto, o Dr. Ferreira Alves e o arquitecto deslocaram-se, em 1916, à Suíça para visitar as clínicas do Dr. Rollier, em Leysin. Estas clínicas eram consideradas na altura as mais aperfeiçoadas e destacavam-se pelas famosas e modernas técnicas no uso do tratamento pela helioterapia.
Em 1926, o Arquitecto Francisco de Oliveira Ferreira começou a efectuar os primeiros estudos do projecto e em 1930 foi inaugurada a Clínica Heliântia.
Voltado para o mar, no extremo do antigo pinhal de Francelos, foi originalmente concebida para ser uma clínica helioterápica. O edifício de planta rectangular possui quatro pisos com pé direito duplo e uma cobertura plana revestida por lajes de betão. Em todo o edifício existem varandas abertas e separadas por pilares redondos e estriados. Concebida em função da luz solar, as fachadas Nascente e Poente apresentam balcões sobrepostos verticalmente e os amplos degraus da fachada Sul recebem directamente a luz solar.
Ainda na fachada exterior, as varandas que circundam o edifício são ornadas com girassóis ("Esta planta, do género Heliathus - do grego: helios sol anthos flor, está na origem do nome deste edifício: Heliântia/Sanatório/Clínica do Dr. Ferreira Alves/Edifício Heliântia.
No interior do edifício resiste ainda a escadaria principal e as grades de um antigo elevador, em que o principal elemento decorativo é também o girassol, presente ainda em outros pormenores do edifício, tais como nas molduras da porta da entrada, nos candeeiros de tecto e nos mosaicos do pavimento. Os mosaicos das varandas possuem a letra H no canto inferior e foram fabricadas na Bélgica expressamente para esta Clínica.
Após alguns anos de abandono, perdida a sua função hospitalar, o imóvel foi parar às mãos do Banco Português do Atlântico, e após 9 meses de intenso trabalho de restauro e de adaptação do edifício para o domínio da formação, da responsabilidade do Arquitecto Manuel Magalhães, sendo requalificado nos anos 90 como espaço cultural (Espaço Atlântico) e instituição de ensino superior, Instituto de Estudos Superiores Financeiros e Fiscais - IESF), reabrindo a 14 de Outubro de 1991. Cinquenta anos passados sobre a sua inauguração, recuperou então toda a sua dignidade, tornando-se num local de elevada beleza, onde a tranquilidade e o silêncio eram factores essenciais para a promoção de um ensino de elevada qualidade, em contacto com a natureza.
Citando um depoimento do Arquitecto Manuel Magalhães responsável pelo restauro do Edifício Heliântia:  " Ainda bem que a Heliântia continuará a ser a Heliântia. Refiro-me ao edifício na sua utilização para um público diverso. Ontem clínica de prestígio, hoje escola prestigiada. Na história recente deste “monumento” pensou-se na adaptação a habitações de luxo a hotel de luxo. Venceu a Escola! E todas beneficiam da opção. O “monumento” é mesmo monumento. É no norte do País peça ímpar pela coincidência epocal e pela qualidade do projecto”.
Este edifício foi considerado como MIP- Monumento de Interesse Público de acordo com a Portaria nº 210/2013, DR 2ª Série nº 71, de 11 de Abril de 2013. e mantém com o território circundante e com a orla marítima uma relação peculiar e privilegiada. De acordo com a Portaria n.º 210/2013 de 11 de abril, a sua classificação “reflete os critérios … relativos ao valor estético, técnico e material intrínseco do bem, à sua conceção arquitetónica, urbanística e paisagística, à sua extensão e ao que nela se reflete do ponto de vista da memória coletiva e à sua importância do ponto de vista da investigação histórica e científica”.
O Edifício Heliântia é conhecido e reconhecido por uma vasta maioria da sua população de Concelho de Gaia. Em 2014, foi considerado uma das 7 MARAVILHAS ARQUITETÓNICAS DE GAIA. Em 2016 e 2019, o Edifício Heliântia foi um dos locais abertos ao público no âmbito do Open House Porto, tendo recebido mais de uma centena de visitantes em cada uma das edições. O Open House Porto é uma coprodução anual da Casa da Arquitetura e da Trienal de Arquitetura de Lisboa, com a parceria das Câmaras do Porto, Gaia e Matosinhos, para dar a conhecer à comunidade projetos de arquitetura de elevado interesse público.  
Actualmente, o Edifício Heliântia mantem-se na propriedade da Espaço Atlântico e acolhe a Atlântico Business School (ensino superior, MBA, pós-graduações e formação executiva) e o Colégio Heliântia (ensino básico).
O Edifício tem uma área global de 2.500 m2 e está envolvido por um terreno que totaliza 12.750 m2, enquadrado num ambiente onde predominam os pinheiros e o mar, convidando à calma, ao estudo e à reflexão. O Edifício Heliântia dispõe de uma área de lazer, incluindo amplos espaços verdes e um campo polidesportivo, usufruídos por toda a comunidade académica. 